# دان باريس
دان باريس (بالإنجليزية: Dan Paris)‏ هو مصور أسترالي، ولد في 15 يونيو 1973 في برث في أستراليا.

## وصلات خارجية
- دان باريس على موقع IMDb (الإنجليزية)